# Маска (жанр)
Маска (англ. masque, mask) — английский музыкально-драматургический жанр. Расцвет жанра пришёлся на XVII в.

## Краткая характеристика
Каноническая форма английской маски сложилась в творчестве Б. Джонсона (в сотрудничестве со знаменитым сценографом И. Джонсом). Её основные черты: двухчастная структура — собственно маске предшествовала контрастная по содержанию антимаска, в которой выступали отрицательные и гротескные персонажи (ведьмы и т. п.) — и финальный танец актёров со зрителями. К жанру маски обращались известные английские поэты и драматурги Т. Кэри («Небо Британии», 1634), Дж. Мильтон («Комус», 1634), поэт и композитор Т. Кэмпион («Маска лорда», 1613). Помимо Кэмпиона музыку к маскам писали А. Феррабоско (итальянец, работавший при елизаветинском дворе), М. Локк, Дж. Блоу и другие.
Стиль вокальных номеров маски эволюционировал от бытовой песни к развитой гомофонной музыке (близкой итальянской «монодии» начала XVII в.). Характерная особенность музыки зрелых масок — танцевальная сюита, в которую входили как медленные («measures», «dump»), так и быстрые (жига, гальярда и др.) танцевальные пьесы.
Жанр английской маски оказал влияние на формирование английской национальной оперы (опера и семиоперы Г. Пёрселла, «Ацис и Галатея» Г. Ф. Генделя). В XX веке традицию маски продолжил английский композитор Р. Воан-Уильямс, в своих сочинениях «Иов» (по У. Блейку), «В рождественскую ночь» (по Ч. Диккенсу), «Свадьба» (по Э. Спенсеру).